# Lateroflexie
Lateroflexie is buiging (flexio) naar de zijkant (latus) van de schedel en het bovenlichaam vanuit de neutrale uitgangshouding – de anatomische houding. Deze bewegingen komen voort uit de bewegingsmogelijkheden die de wervelkolom biedt.